# Outstanding Artist Award für Literatur
Der Outstanding Artist Award für Literatur gehört zu den Staatspreisen der Republik Österreich. Er wird seit 2010 jährlich vom Bundesministerium für Unterricht, Kunst und Kultur vergeben, ist derzeit mit € 8.000 dotiert und ersetzt den von 1950 bis 2009 verliehenen Österreichischen Förderungspreis für Literatur.
Neben dem Outstanding Artist Award für Literatur wird seit 2010 der Österreichische Kunstpreis für Literatur vergeben, der den bis 2009 bestehenden Österreichischen Würdigungspreis für Literatur ersetzt.

## Outstanding Artist Award für Literatur
- 2010: Martin Prinz, Clemens J. Setz
- 2011: Barbara Hundegger
- 2012: Olga Flor
- 2013: Reinhard Kaiser-Mühlecker
- 2014: Oswald Egger[2]
- 2015: Christoph W. Bauer[3]
- 2016: Angelika Reitzer[4]
- 2017: Anna Weidenholzer[5]
- 2018: Margret Kreidl[6]
- 2019: Bernhard Strobel[7]
- 2020: Gertraud Klemm[8]
- 2021: Lisa Spalt[9]
- 2022: Florian Neuner[10]
- 2023: Barbi Marković[11]
- 2024: Laura Freudenthaler[12]
- 2025: Milena Michiko Flašar[13][14]